# Jens Baas

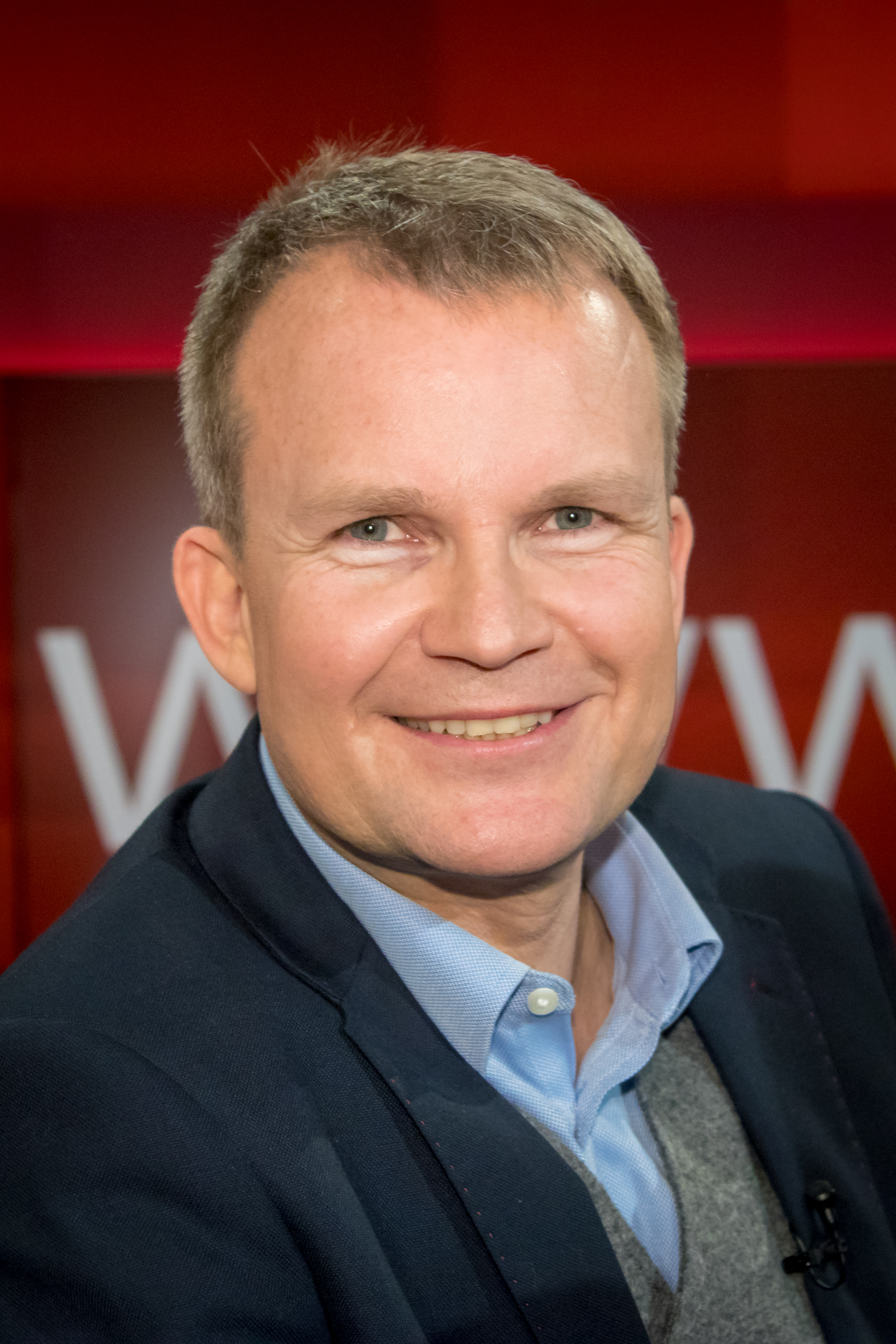
Jens Baas (2018) in der Sendung hart aber fair

Unterschrift von Jens Baas

Jens Christian Baas (* 1967 in Aalen) ist ein deutscher Krankenkassenmanager.

## Werdegang
Baas studierte Humanmedizin an der Universität Heidelberg und der University of Minnesota (USA). 1996 wurde er mit der Arbeit Die Funktion des retikuloendothelialen Systems nach bilio-pankreatischen Obstruktionen im Opossummodell an der Universität Heidelberg zum Dr. med. promoviert. Später arbeitete er als Transplantationsarzt an den chirurgischen Universitätskliniken Heidelberg und Münster. Ab 1999 arbeitete Baas als Unternehmensberater bei der Boston Consulting Group und wurde dort 2007 Partner.
Seit dem 1. Januar 2011 gehört er zum Vorstand der Techniker Krankenkasse. Diesem steht er seit dem 1. Juli 2012 als Vorstandsvorsitzender vor, als Nachfolger von Norbert Klusen. Baas ist seit seiner Tätigkeit als junger Arzt privat versichert, darf aus rechtlichen Gründen aber nicht mehr Mitglied der TK werden.

## Schriften
- Die Funktion des retikuloendothelialen Systems nach bilio-pankreatischen Obstruktionen im Opossummodell. Dissertation. Universität Heidelberg, 1996.
- mit N. Senninger: Therapeutische Optionen bei der akuten Pankreatitis. In: N. Senninger, M. Colombo-Benkmann (Hrsg.): Chirurgie von Leber, Gallenwegen und Pankreas. Aktuelle Diagnostik und Therapiekonzepte. Logos, Berlin 2001, ISBN 3-89722-717-7.
- Zukunft der Gesundheit: vernetzt, digital, menschlich. (Hrsg.) Medizinisch Wissenschaftliche Verlagsgesellschaft, Berlin 2019, ISBN 978-3-95466-467-2.
- Digitale Gesundheit in Europa: menschlich, vernetzt, nachhaltig. (Hrsg.) Medizinisch Wissenschaftliche Verlagsgesellschaft, Berlin 2020, ISBN 978-3-95466-531-0.
- Perspektive Gesundheit 2030: Gesellschaft, Politik, Transformation. (Hrsg.) Medizinisch Wissenschaftliche Verlagsgesellschaft, Berlin 2021,  ISBN 978-3-95466-605-8.
- Gesundheit im Zeitalter der Plattformökonomie: Ziele. Herausforderungen. Handlungsoptionen. (Hrsg.) Medizinisch Wissenschaftliche Verlagsgesellschaft, Berlin 2022, ISBN 978-3-95466-690-4.
- Resilienz: Für ein krisenfestes Gesundheitssystem (Hrsg.) Medizinisch Wissenschaftliche Verlagsgesellschaft, Berlin 2023, ISBN 978-3-95466-802-1.
- Wissensexplosion: KI & Co. für mehr Gesundheit (Hrsg.) Medizinisch Wissenschaftliche Verlagsgesellschaft, Berlin 2024, ISBN  978-3-95466-899-1.
- Unser Gesundheitssystem: Stabilitätsanker für die Demokratie (Hrsg.) Medizinisch Wissenschaftliche Verlagsgesellschaft, Berlin 2025, ISBN

978-3-95466-948-6.